# Suchodół (Białoruś)
Suchodół (biał. Сухадол, Suchadol; ros. Суходол, Suchodol) – wieś na Białorusi, w rejonie kamienieckim obwodu brzeskiego, w sielsowiecie Raśna. 
Suchodół położony jest niedaleko przejścia granicznego Połowce-Piszczatka.

## Historia
Po III rozbiorze włość połowiecka z centrum w Piszczatce Połowieckiej znalazła się w Imperium Rosyjskim – w powiecie brzeskim guberni grodzieńskiej.
W okresie międzywojennym Suchodół znajdował się w powiecie brzeskim województwa poleskiego II Rzeczypospolitej, najpierw w gminie Połowce, następnie (od 1928) w gminie Wierzchowice. 
Dość nieuporządkowana delimitacja granicy polsko-radzieckiej po II wojnie światowej początkowo podzieliła pobliską wieś Holę na dwie wsie leżące w różnych państwach: Starą i Nową Holę. Dzieci z Nowej Holi uczęszczały do szkoły w Suchodole. Ostatecznie w 1948 cała miejscowość znalazła się w BSRR.